# Altınordu İdman Yurdu
Altınordu İdman Yurdu ist ein Fußballverein aus Istanbul. Der Verein hatte seine erfolgreichste Zeit in den frühen 1910er und 1920er Jahren und wurde zweimal Meister in der İstanbul Cuma Ligi, einer mittlerweile nicht mehr existenten Liga für Mannschaften aus Istanbul.
Der Verein wird häufig mit dem Verein Altınordu Izmir verwechselt und gleichgesetzt. Außer dem Namensbestandteil Altınordu, die türkische Bezeichnung für die Goldene Horde, stehen beide Vereine in keiner Beziehung zueinander.

## Geschichte
Altınordu İdman Yurdu wurde 1909 von Aydınoğlu Raşit Bey, einem Lehrer, der zuvor bei Galatasaray Istanbul war, zusammen mit Freunden gegründet, anfangs noch mit dem Namen Progres International. Der Verein entwickelte sich schnell zu einer der wichtigsten und erfolgreichsten Mannschaften in Istanbul; 1914 wurde er nach einem Vorschlag von Ziya Gökalp auf den bis heute bestehenden Namen Altınordu İdman Yurdu (dt. „Heimstatt des Sports der Goldenen Horde“) umgetauft. Der Verein unterhält neben Fußball auch Abteilungen für Hockey und andere ähnliche Sportarten und war dort sehr erfolgreich. Er stellte auch Nationalspieler für die türkische Fußballnationalmannschaft. In der Saison 1916/17 und in der folgenden Saison konnte der Verein Meister in der İstanbul Cuma Ligi werden. An seine frühen Erfolge kann der Verein bis heute nicht mehr anknüpfen und fristet mittlerweile ein eher unbedeutendes Dasein in den unteren Amateurligen Istanbuls.

## Ligaplatzierungen von 1911 bis 1927

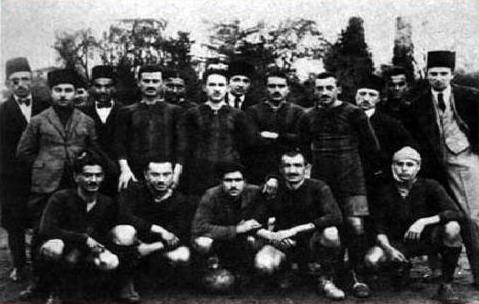
Die Mannschaft in frühen Jahren

| Saison  | Liga                       | Platzierung   |
| ------- | -------------------------- | ------------- |
| 1910/11 | İstanbul Futbol Ligi       | 2.            |
| 1911/12 | İstanbul Futbol Ligi       | 4.            |
| 1912/13 | Nicht ausgetragen          | -             |
| 1913/14 | İstanbul Futbol Ligi       | 2.            |
| 1914/15 | İstanbul Şampiyonluğu Ligi | 3.            |
| 1915/16 | İstanbul Cuma Ligi         | 3.            |
| 1916/17 | İstanbul Cuma Ligi         | Meister       |
| 1917/18 | İstanbul Cuma Ligi         | Meister       |
| 1918/19 | Nicht ausgetragen          | -             |
| 1919/20 | Nicht ausgetragen          | -             |
| 1920/21 | İstanbul Cuma Ligi         | 3.            |
| 1921/22 | İstanbul Cuma Ligi         | 7.            |
| 1922/23 | İstanbul Cuma Ligi         | 2.            |
| 1923/24 | Liga im K.o. System        | Ausgeschieden |
| 1924/25 | Liga im K.o. System        | Ausgeschieden |
| 1925/26 | Liga im K.o. System        | Ausgeschieden |
| 1926/27 | İstanbul 2. Ligi           | N/A           |